# Dan Pagis
Dan Pagis, född 16 oktober 1930 i Rădăuți i Suceava, Rumänien, död 29 juni 1986 i Jerusalem, var en rumänskfödd israelisk poet, litteraturvetare och förintelseöverlevare.